# Dinastía Qi del Norte
La dinastía Qi del Norte (en chino tradicional, 北齊朝; en chino simplificado, 北齐朝; pinyin, Běi Qí Cháo; Wade-Giles, Pei3-Ch'i2-Ch'ao2) fue una de las dinastías del Norte de la historia de China y gobernó el norte de China desde el año 550 hasta 577.

## Historia

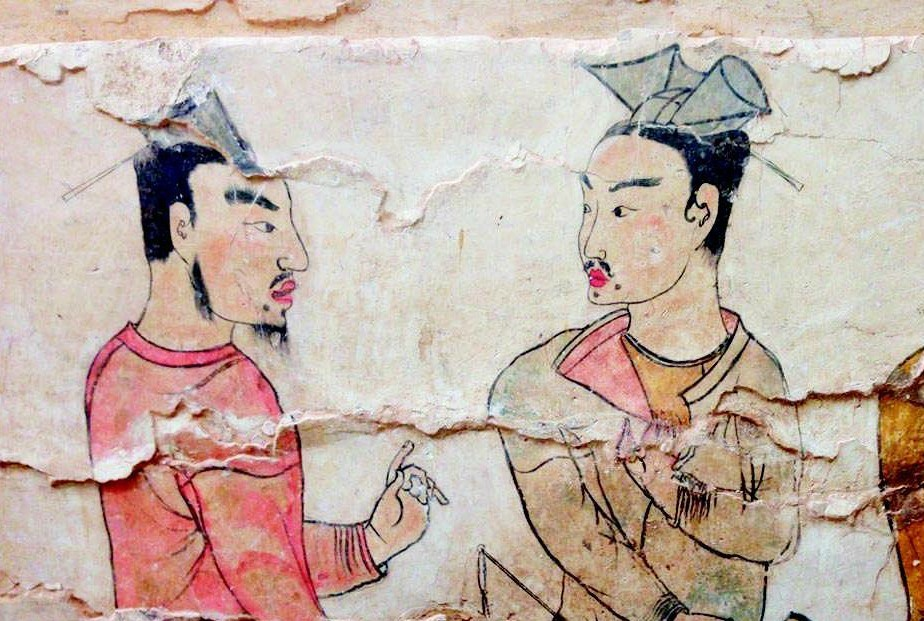
Fresco de dos hombres hablantes en una tumba de la dinastía Ch'i / Qi del Norte.

El estado chino de Qi del Norte fue el estado sucesor del estado chino/xianbei de Wei del Este, y fue fundado por el emperador Wenxuan. El emperador Wenxuan tenía un padre chino Han, Gao Yang, y una madre xianbei, emperatriz viuda Lou Zhaojun. Como general supremo de Wei del Este, Gao Huan fue sucedido por sus hijos Gao Cheng y Gao Yang. Este asumió el trono del emperador Xiaojing de Wei del Este en el 550 y estableció la dinastía Qi del Norte, como emperador Wenxuan.
Aunque Qi del Norte estuvo plagada de violencia y/o emperadores incompetentes (emperadores Wenxuan, Wucheng y Gao Wei), funcionarios corruptos y con unos ejércitos deteriorados en la mayor parte de su existencia, cuando fue establecido, fue el estado más fuerte de los tres estados principales chinos, (junto con el estado Zhou del Norte y la dinastía Chen). Como la mayoría de las dinastías imperiales, poco a poco decayó y fue destruido por Zhou del Norte en 577. El hijo del emperador Wenxuan, Gao Shaoyi, el príncipe de Fanyang, bajo la protección de los tujue, se declaró más tarde a sí mismo emperador de Qi del Norte en el exilio, pero fue entregado por los tujue a Zhou del Norte en el 580 y exiliado a la moderna Sichuan. Es una cuestión controvertida si Gao Shaoyi correctamente debe considerarse como un emperador Qi del Norte, pero en cualquier caso el año 577 es generalmente considerado por los historiadores como la fecha final del estado Qi del Norte.

## Emperadores
| Nombres póstumos (Shi Hao 諡號)           | Nombres de nacimiento    | Periodo de reinado | Nombre de Era (Nian Hao 年號) y periodo de años                                             |
| ----------------------------------------- | ------------------------ | ------------------ | ------------------------------------------------------------------------------------------- |
| Dinastía Qi del Norte 550-577             |                          |                    |                                                                                             |
| Convención: Nombre póstuno + Qi del Norte |                          |                    |                                                                                             |
| Wen Xuan Di (文宣帝 wén xuān dì)          | Gao Yang (高洋 gāo yáng) | 550-559            | Tianbao (天保 tiān bǎo) 550-559                                                             |
| Fei Di (廢帝 fèi dì)                      | Gao Yin (高殷 gāo yīn)   | 559-560            | Qianming (乾明 qián míng) 560                                                               |
| Xiao Zhao Di (孝昭帝 xiào zhāo dì)        | Gao Yan (高演 gāo yǎn)   | 560-561            | Huangjian (皇建 huáng jiàn) 560-561                                                         |
| Wu Cheng Di (武成帝 wǔ chéng dì)          | Gao Dan (高湛 gāo dān)   | 561-565            | Taining (太寧 tài níng) 561-562 Heqing (河清 hé qīng) 562-565                               |
| Hou Zhu (後主 hòu zhǔ)                    | Gao Wei (高緯 gāo wěi)   | 565-577            | Tiantong (天統 tiān tǒng) 565-569 Wuping (武平 wǔ píng) 570-576 Longhua (隆化 lóng huà) 576 |
| You Zhu (幼主 yòu zhǔ)                    | Gao Heng (高恆 gāo héng) | 577                | Chengguang (承光 chéng guāng) 577                                                           |

## Artes en Qi del Norte

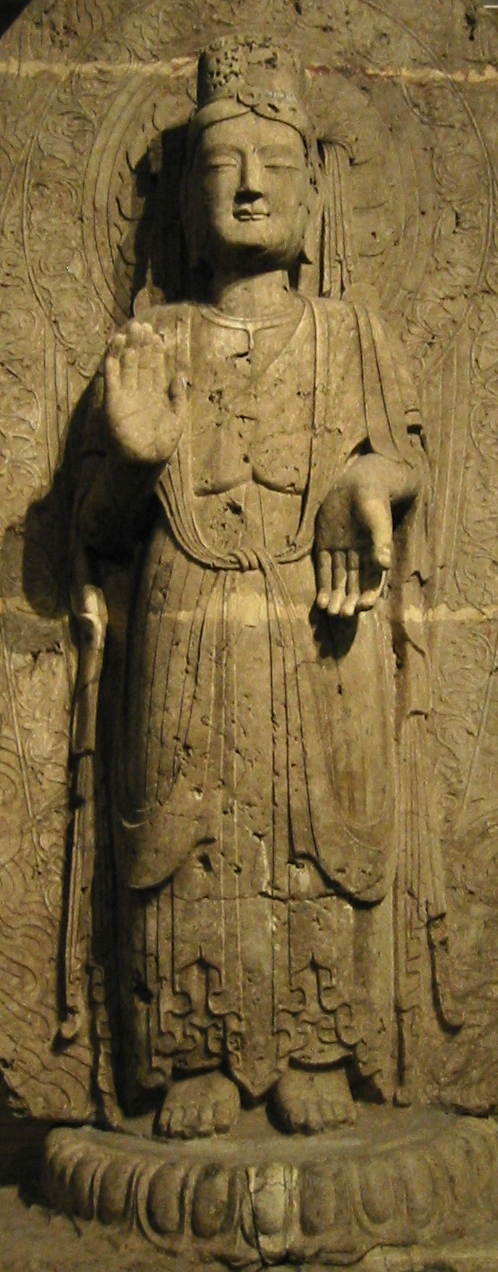
Bodhisattva de Qi del Norte, Changzi-xian, Shanxi, datada 552.

Las cerámicas de Qi del Norte marcan un renacimiento del arte de la cerámica china, después de las desastrosas invasiones y el caos social del siglo IV. Las tumbas Qi del Norte han revelado algunos artefactos preciosos, tales como porcelanas salpicadas con diseños verdes, que antes se creía habían sido desarrollado bajo la dinastía Tang.
Marcadamente único por las tempranas representaciones de Buddha, las estatuas Qi del Norte tienden a ser más pequeñas, de alrededor de tres pies de alto, y en forma de columna.
Se ha encontrado un frasco en una tumba Qi del Norte, que se cerró en 576 dC, y se considera como un precursor del estilo de cerámica Sancai de las dinastías Tang.
Además, en estas tumbas se han encontrado mercancías esmaltadas en marrón diseñadas con estilo sasánida, lo que sugiere un fuerte cosmopolitismo y reflejan los intensos intercambios con Asia occidental, que también son visibles en la metalurgia y las esculturas en relieve a través de China durante este período. El cosmopolitismo estaba, por tanto, ya en curso durante el período de Qi del Norte en el siglo VI, incluso antes de la llegada de la dinastía Tang, notoriamente cosmopolita, y se asocia a menudo con el budismo.

## Religiones
Un erudito chino tradujo el texto budista Nirvana Sutra en lengua túrquica durante esta época. Algunas influencias del zoroastrismo que habían entrado ya en los estados anteriores continuaron en la corte del estado de Qi del Norte, como el amor por los perros persas (sagrado en el zoroastrismo), ya que fueron tomados como mascotas por nobles y eunucos. Los chinos utilizaron un gran número de artefactos persas y productos.